# Hypogastrura brevifurca
Hypogastrura brevifurca är en urinsektsart som beskrevs av Skarzynski 2000. Hypogastrura brevifurca ingår i släktet Hypogastrura och familjen Hypogastruridae. Inga underarter finns listade i Catalogue of Life.